# Ministério da Acção Social, Família e Promoção da Mulher
| Ministério da Acção Social, Família e Promoção da Mulher |                                       |
| Luanda, LU masfamu.gov.ao/ao/                            |                                       |
| Criação                                                  | 12 de novembro de 1975 (49 anos)      |
| Atual ministro                                           | Ana Paula da Silva do Sacramento Neto |

O Ministério da Acção Social, Família e Promoção da Mulher (MASFAMU) é um órgão do Governo da República de Angola que, tem como missão, conceber, propor e executar a política social relactiva aos individuos e grupos mais vulneráveis da população, à promoção do desenvolvimento local e combate à pobreza, bem como a defesa e bem-estar da família, promoção da mulher, desenvolvimento das comunidades e garantia dos direitos da mulher, igualdade e equidade do género.

## Histórico
O ministério foi formalmente estabelecido em novembro de 1975 como Ministério dos Assuntos Sociais, sob coordenação inicial de Maria de Assunção Vahekeni do Rosário, a primeia mulher a ocupar um cargo no primeiro escalão no governo de Angola. Em 1977 passa a ser uma secretaria especial autônoma com status de ministério. Em 1987 a secretaria especial perde a sua autonomia e passa a ser Subsecretaria para Assuntos Sociais do Gabinete de Estado Para Assuntos Sociais e Econômicos, sob coordenação direta inicial de Maria Mambo Café e depois do próprio José Eduardo dos Santos. Voltou a ser autônomo em 1993 com o nome Ministério da Assistência e Reinserção Social (MINARS). Em 1997 o MINARS foi subdividido para criação do Ministério dos Assuntos da Mulher (MINFAMU).
A actual estrutura do Ministério da Acção Social, Família e Promoção da Mulher (MASFAMU) é um resultado da reunificação dos ministérios MINARS e MINFAMU em 2017. A reunificação do ministério ficaria marcada pelo suicídio de sua primeira titular, Victória Francisco Correia da Conceição, no momento de sua exoneração em 2019 sob acusações de corrupção.
Desde 2022 a Ministra do MASFAMU é Ana Paula da Silva do Sacramento Neto.

### Lista de Ministros

#### Assuntos Sociais/Assistência e Reinserção Social
| Ministro                   | Início | Fim  |
| -------------------------- | ------ | ---- |
| Maria Vahekeni             | 1975   | 1980 |
| Rodeth Teresa Makina Gil   | 1980   | 1987 |
| Interregno                 | 1987   | 1993 |
| Kwata Kanawa               | 1993   | 1994 |
| Albino Malungo             | 1994   | 2002 |
| João Baptista Kussumua     | 2002   | 2016 |
| Manuel Gonçalves Muandumba | 2016   | 2017 |

#### Assuntos da Mulher/Família e Promoção da Mulher
| Ministro                   | Início | Fim  |
| -------------------------- | ------ | ---- |
| Joana Lina                 | 1997   | 1999 |
| Cândida Celeste da Silva   | 1999   | 2008 |
| Genoveva da Conceição Lino | 2008   | 2012 |
| Filomena Telo Delgado      | 2012   | 2017 |

#### Acção Social, Família e Promoção da Mulher
| Ministro                                   | Início | Fim      |
| ------------------------------------------ | ------ | -------- |
| Victória Francisco Correia da Conceição    | 2017   | 2019     |
| Faustina Fernandes Inglês de Almeida Alves | 2019   | 2022     |
| Ana Paula da Silva do Sacramento Neto      | 2022   | presente |